# Pogórze Morawsko-Śląskie
Pogórze Morawsko-Śląskie (513.31; cz. Podbeskydská pahorkatina) – mezoregion fizycznogeograficzny w czeskiej części Śląska i na północnych Morawach, skrajny zachodni fragment Pogórza Zachodniobeskidzkiego. Rozciąga się w przybliżeniu równoleżnikowo na długości niemal 100 km pomiędzy pasmami Gór Hostyńsko-Wsetyńskich i Beskidu Morawsko-Śląskiego na południu a Obniżeniem Górnomorawskim, Bramą Morawską i Kotliną Ostrawską na północy. Wschodnią granicę stanowi dolina Olzy, za którą leży kolejny fragment Pogórza Zachodniobeskidzkiego – Pogórze Śląskie.
Pogórze Morawsko-Śląskie ma urozmaiconą rzeźbę, przede wszystkim wskutek występowania dobrze wyrażonych skałek wapiennych, w których występują zjawiska krasowe, między innymi jaskinie. Do Pogórza Morawsko-Śląskiego zalicza się również paleozoiczny zrąb masywu Malinika (między Przerowem a Hranicami na północ od Gór Hostyńskich), stanowiący geologicznie część Masywu Czeskiego odciętą doliną Beczwy. Kulminacje dochodzą do 479 m n.p.m. (Malinik), do 529 m n.p.m. (skałki wapienne – Kotouč), a nawet do 964 m n.p.m. (szczyt Skalka we fliszowym masywie Ondřejník).
Pogórze Morawsko-Śląskie dzieli się na kilka części:
- 513.31* Pogórze Podhostyńskie
- 513.31* Pogórze Podradhoskie
- 513.31* Pogórze Podłysogórskie

Geografia czeska dzieli je inaczej:
- Kelčská pahorkatina
- Maleník
- Příborská pahorkatina
- Štramberská vrchovina
- Frenštátská brázda
- Třinecká brázda
- Těšínská pahorkatina